# Thng Ting Ting
Thng Ting Ting (* 1. April 1991) ist eine singapurische Badmintonspielerin. 

## Karriere
Thng Ting Ting konnte sich 2009 und 2011 für das Hauptfeld der Singapur Super Series qualifizieren. 2011 startete sie auch bei den Südostasienspielen und wurde dort Neunte im Mixed. 2012 stand sie im Nationalteam ihres Landes bei der Uber-Cup-Qualifikationsrunde in Asien und wurde dort in der Endabrechnung Sechste mit der Mannschaft.